# Beizama
Beizama è un comune spagnolo di 160 abitanti situato nella comunità autonoma dei Paesi Baschi.